# Người Đài Loan
Người Đài Loan (giản thể: 台湾人; phồn thể: 臺灣人 also 台灣人; bính âm: Táiwān rén; Bạch thoại tự: Tâi-oân-lâng, Đài Loan nhân) là tên 1 dân tộc có thể được sử dụng để chỉ các cá nhân tự coi mình mang bản sắc văn hóa đảo Đài Loan hay khu vực Đài Loan do Trung Hoa Dân Quốc kiểm soát từ năm 1945. Có ít nhất ba tiêu chí (đôi khi chồng chéo nhau) để xác định một cá nhân nào đó là người Đài Loan: tiêu chí dân tộc, tiêu chí tự nhận định (gồm cả khái nhiệm "người Đài Loan mới"), và tiêu chí xã hội-văn hóa. Những tiêu chuẩn này nói chung có tính lỏng lẻo, phụ thuộc vào hoàn cảnh xã hội và chính trị. Sự phức tạp từ các tiêu chuẩn cạnh tranh và phát triển pha trộn với một vấn đề tranh cãi lớn hơn về cuộc khủng hoảng bản sắc Đài Loan, vị thế chính trị của Đài Loan, và khả năng độc lập về mặt pháp lý của Đài Loan, hay thống nhất với Cộng hoà nhân dân Trung Quốc.
Theo thống kê chính thức, 98% dân số Đài Loan là người Hán, trong khi 2% là thổ dân Đài Loan.
Các thành phần hợp thành "người Đài Loan" thường được nhiều người Đài Loan xem là có bốn nhóm: người Mân Nam (70%), người Khách Gia (15%), người đại lục (13%), và thổ dân Đài Loan (2%) (Copper 2003:12–13);(Hsiao 2004:105). Mặc dù khái niệm về bốn nhóm dân tộc này là do Đảng Dân Tiến vốn do người Phúc Kiến chiếm ưu thế đề ra để xoa dịu căng thẳng giữa Đài Loan và Trung Quốc đại lục, quan niệm này đã trở thành sự phân chia chủ yếu tại Đài Loan trên các vấn đề quốc gia và dân tộc(Makeham 2005:4–5).
Trong tiếng Việt thường ngày, danh từ "người Đài Loan" thường được hiểu là người có quốc tịch Đài Loan, hoặc mang hộ chiếu Đài Loan, hoặc đang sinh sống tại Đài Loan; chứ ít hàm ý về chính trị hay sắc tộc.

## Tầm vóc
Thanh niên Đài Loan hiện đang có chiều cao trung bình lớn nhất châu Á đối với nam (174,3 cm) và đứng thứ hai châu Á đối với nữ (161,7 cm).